# Глаубиц, Иоганн Кристоф
Иоганн Кри́штоф Гла́убиц (лит. Jonas Kristupas Glaubicas, пол. Jan Krzysztof Glaubitz, бел. Ян Глаўбіц около 1700, Свидница — 30 марта 1767, Вильно) — создатель и крупнейший представитель виленского барокко, один из наиболее востребованных архитекторов Великого княжества Литовского середины XVIII века.

## Биография
Вероятно, родился в Силезии, хотя высказывались предположения о том, что он был уроженцем Вильнюса. Судя по формам и орнаменту его ранних произведений, напоминающих раннее немецкое рококо, архитектуру изучал в Южной Германии.
Опустошительные пожары 1737, 1748 и 1749 годов нанесли глубокие повреждения кварталам Старого города Вильнюса. Глаубиц участвовал в работах по восстановлению, реконструкции и строительстве ансамблей и отдельных зданий — в первую очередь дома по улице Швянто Микалояус (Švento Mikalojaus g.), в котором он сам жил со своей семьей до 1749 года. В 1749 году Глаубиц арендовал у общины евангеликов-лютеран большой угловой дом, отстроил его и жил в нём до последнего дня.
До 1737 года Глаубиц был членом совета и архитектором общины евангеликов-лютеран. В 1737—1744 годах он отстроил и реконструировал в формах позднего барокко храм евангеликов-лютеран и прилегающие здания общины. По его проекту и при его участии в 1741—1742 годах в храме был сооружён пышный барочный алтарь.

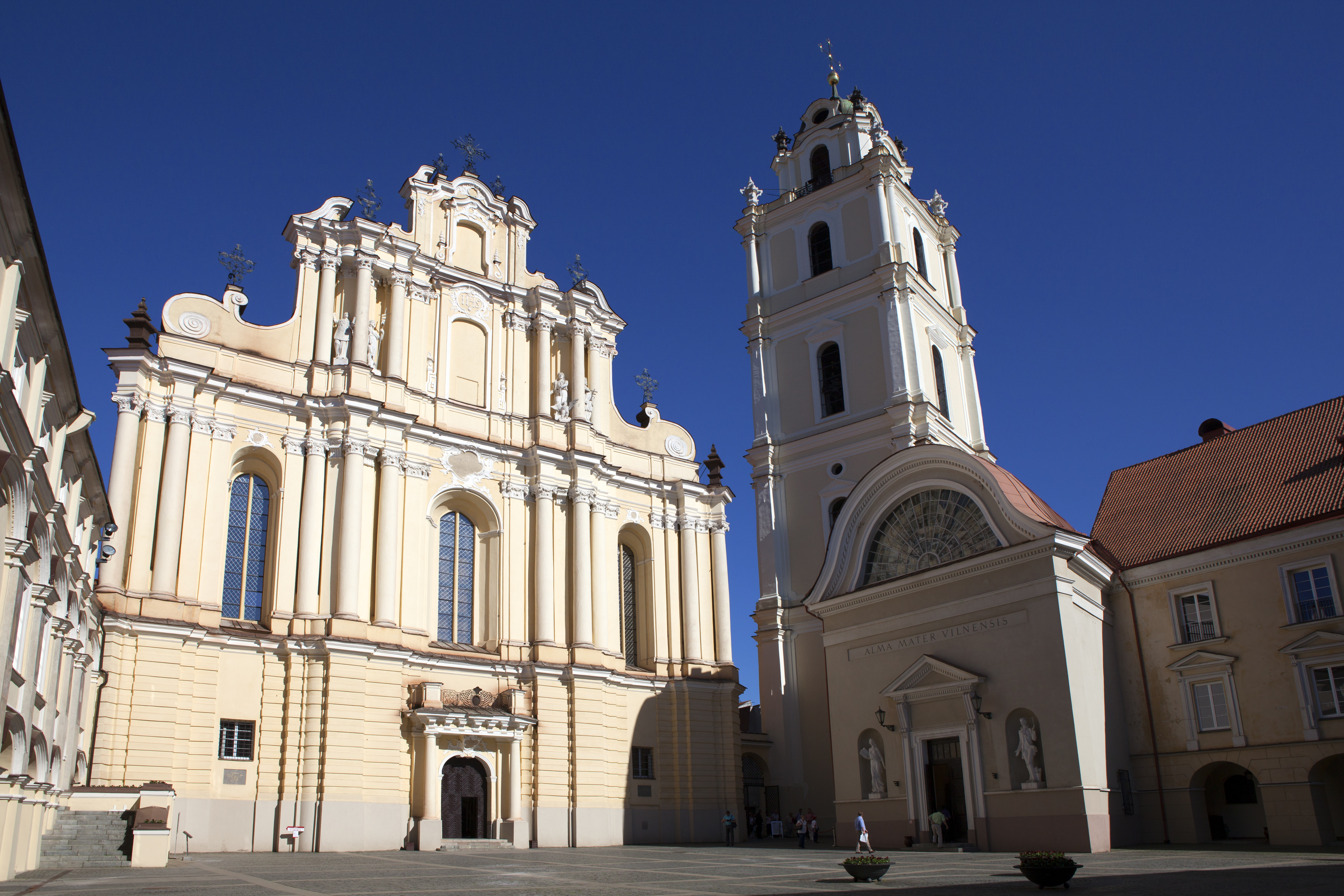
Костёл Святых Иоаннов (Вильнюс)

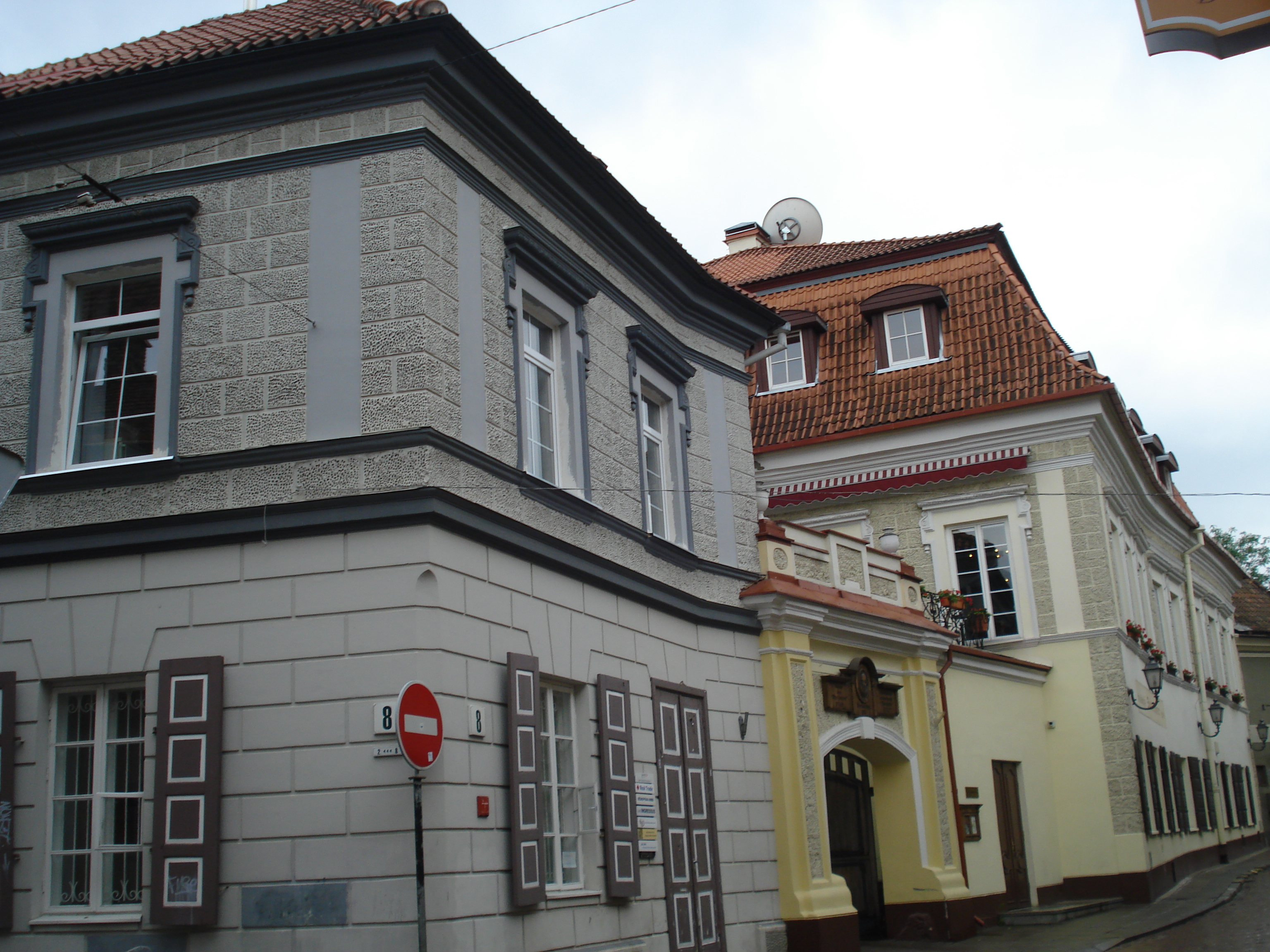
Дворец Олизаров (Лопацинского)

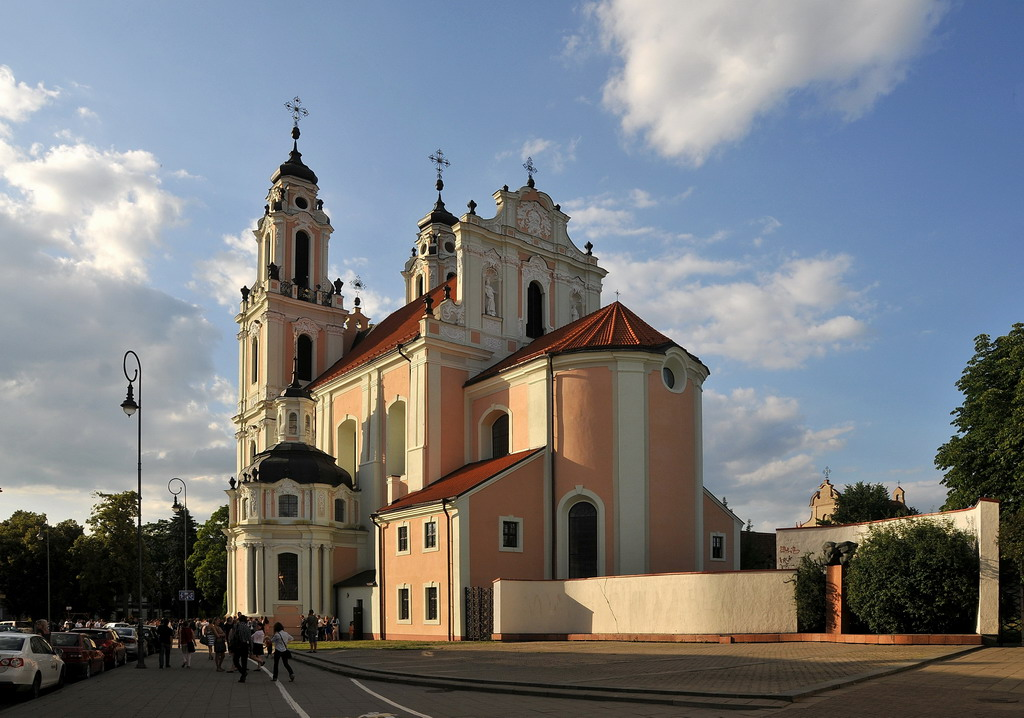
Костёл Святой Екатерины (Вильнюс)

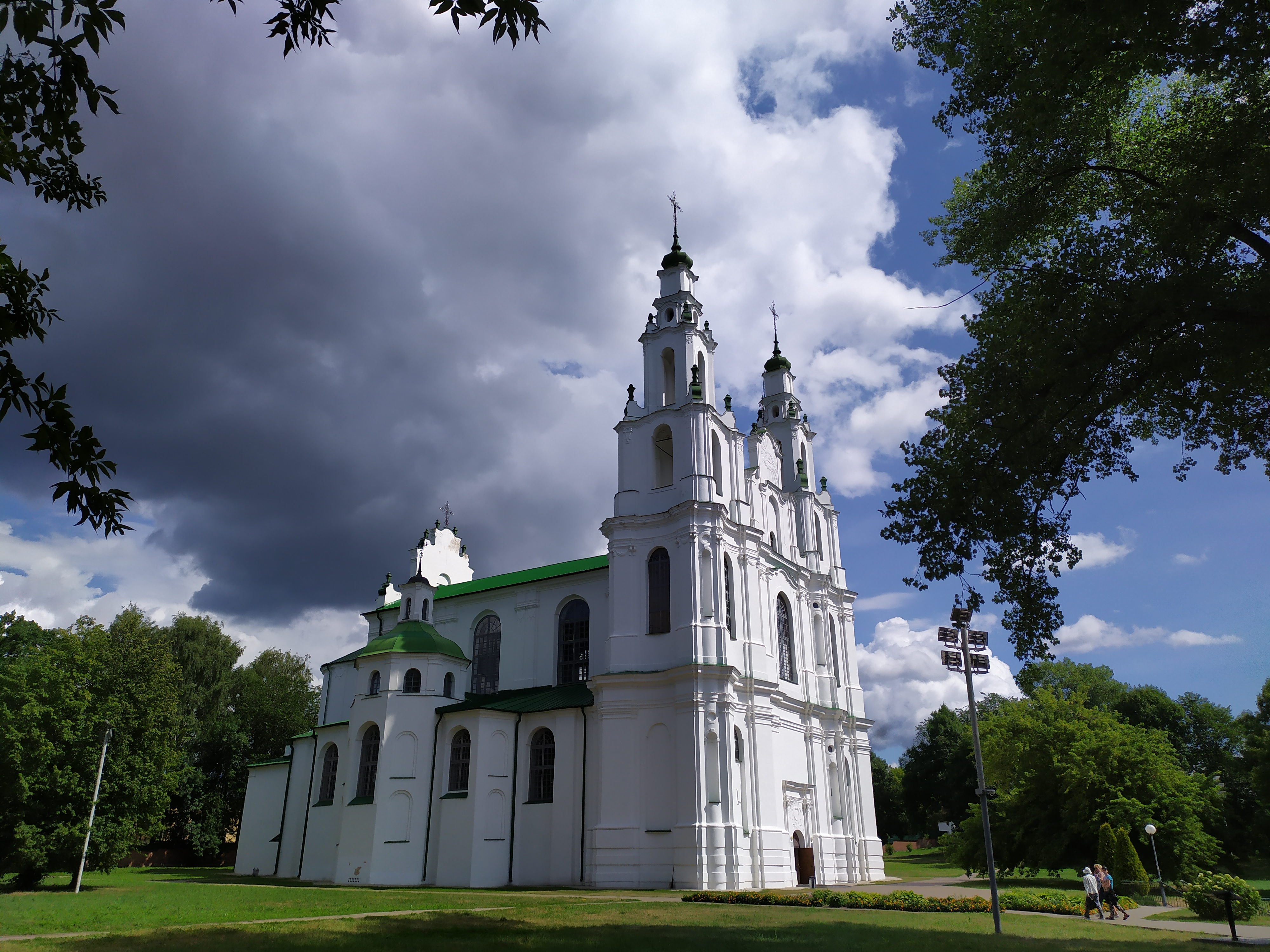
Собор Святой Софии (Полоцк)

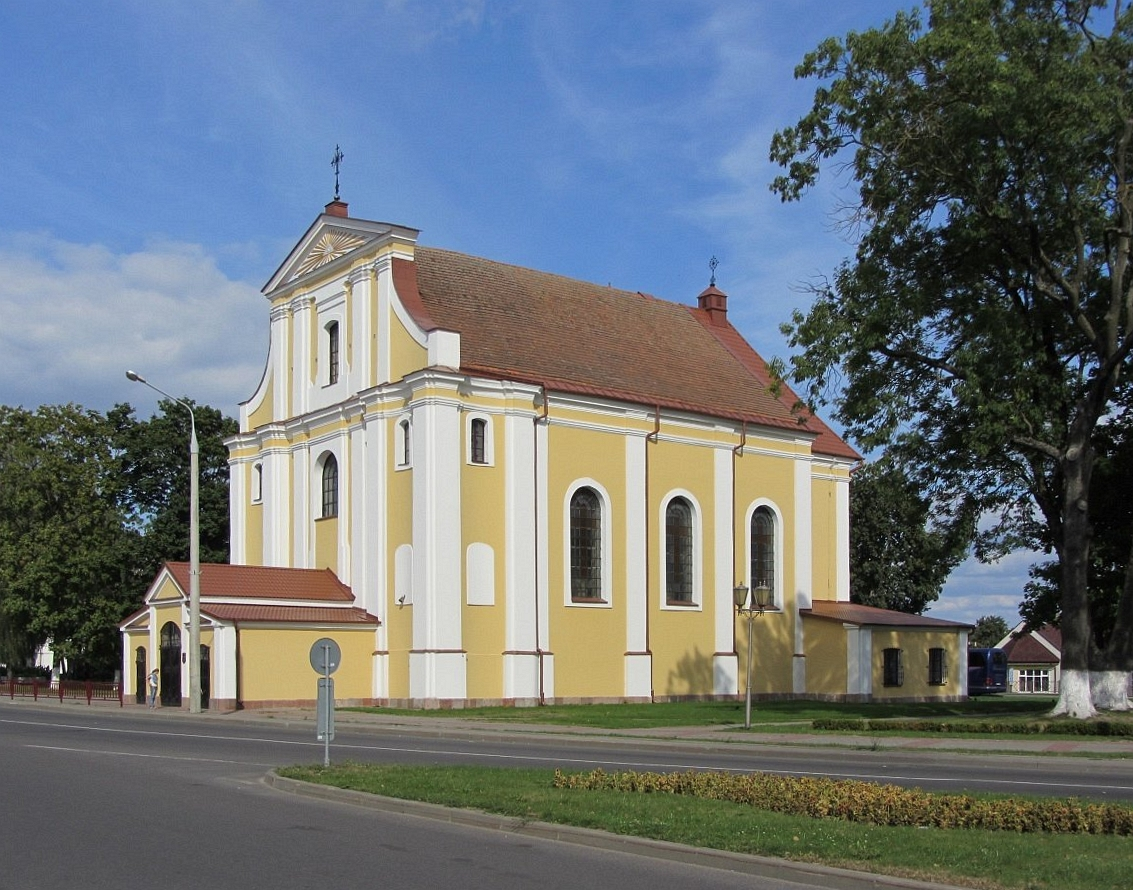
Костёл Воздвижения Святого Креста (Лида)

## Творчество
По его проектам в Вильнюсе построены или реконструированы храмы различных конфессий:
- Евангелико-лютеранский костёл (и оборудован его интерьер в стиле рококо) (1738—1744).
- Главный западный фасад и восточный фронтон костёла Святых Иоаннов (1738—1748), в интерьере был сооружён уникальный ансамбль из 23 алтарей в стиле барокко (сохранилось 10 алтарей); костёл и колокольня, долгое время остававшаяся самым высоким сооружением в Вильнюсе (свыше 60 м, данные колеблются от 63 м[3] до 68 м с крестом[4]) определили господство барокко в ансамбле университета и стали архитектурной доминантой барочной панорамы Вильнюса.
- фронтон и верхние ярусы двух колоколен костёла Святой Екатерины (1741—1743), в 1746 году реконструировал капеллу Провидения в этом костёле.
- интерьер православной церкви Святого Духа (1749—1753), пострадавшей при пожаре 1749 года.
- реставрировал вильнюсскую ратушу, пострадавшую при пожаре 1749 года, отстроив при этом её башню (1749—1753)[5].
- В середине XVIII века создал барочный интерьер Большой синагоги (пострадала во время Второй мировой войны и не сохранилась).
- В 1749—1751 и 1759—1762 годах отстраивал и декорировал часовню на евангелическо-лютеранском кладбище. Глаубицем, кроме того, надстроены башни костёла миссионеров (1750—1756).
- Им же возведены в стиле позднего барокко ворота базилианского монастыря Святой Троицы (1761); предполагается также, что Глаубиц в 1750 году возвёл две грациозные боковые башни при восточном фасаде церкви Святой Троицы и в 1760—1763 годах на прежнем фундаменте построил здания монастыря, восстановил часовню Скуминов.
- Ему также приписывается авторство костёла Обретения Святого Креста (Кальварийского) в Вильнюсе.

По проектам Глаубица реконструировались жилые дома в Литве, строились дворцы и костёлы в Беларуси. Среди восстановленных и реконструированных им зданий в Вильнюсе — дом Солтановского (1739), Мюллера (1741—1742 и 1749—1749).
В 1762 году он подготовил план реконструкции дворца Олизаров (Лопацинского) в Вильнюсе. М. Лопацинский приобрёл здание на участке у перекрёстка нынешних улиц Шилтадаржё и Бернардину в Старом городе и проект реконструкции заказал у Глаубица. Работы выполнялись сначала архитектором Андрисом (умер в 1765 году), затем Фрезером. Дворец представляет собой сложный трапециевидный комплекс зданий с частично закрытым двором. Основное здание двухэтажное, окружающее неправильной формы двор, высокая крыша крыта черепицей. Нижний этаж покрыт серой, верхний — более тёмной фактурной штукатуркой, на которых контрастно выделяются белые обрамления окон и другие детали. По линии улицы Бернардину фасад незначительно изогнут. Наиболее пышный боковой фасад с ризалитами, двухэтажной аркадой, пилястрами и ломаной линией карниза. Историк архитектуры Юлиуш Клос отмечал интересные архитектурные мотивы, характерные для переходной эпохи от рококо к классицизму. Во второй половине XIX века дом принадлежал Завадским. Ныне во дворце располагается отель.
В 1748—1765 годах Глаубиц работал над реконструкцией базилианского кафедрального собора Святой Софии в Полоцке; вероятно, самое высокое и самое внушительное по своим размерам барочное строение в Беларуси. В число главных его работ относится также костёл кармелитов в Глубоком. В 1748—1749 годах он спроектировал и построил двухэтажный дворец униатского митрополита Гребницкого в Струне под Полоцком. Как считает белорусский исследователь А. Ярошевич, по проекту Глаубица мог быть построен костёл Святого Архангела Михаила в Ивенце.
Часто среди построек архитектора упоминается трёхнефный костёл Воздвижения Святого Креста в Лиде, однако польский исследователь П. Пызель считает, что ни время возведения храма, ни его стилистические особенности не позволяют говорить об авторстве Глаубица.
Его постройкам свойственны оригинальные черты виленского барокко, отличающегося изящностью форм и декоративностью. Яркая особенность созданного Глаубицем стиля — две, как правило, высокие и лёгкие башни главного фасада с ярусами, по-разному украшенными.

## Память
Именем Глаубица названа одна из улиц (Jono Glaubico gatvė) в районе Вильнюса Пашилайчяй.